# Rhizopelma novae-hollandiae
Rhizopelma novae-hollandiae là một loài rêu trong họ Rhizogoniaceae. Loài này được (Brid.) Müll. Hal. mô tả khoa học đầu tiên năm 1847.